# 그란 투리스모 4
《그란 투리스모 4》(Gran Turismo 4)는 2004년 12월 28일 발매되었다. 한국판은 좀더 뒤에 나왔으며 국산차와 그외 차들이 더 추가되어서 해외 매니아들이 한국판을 사는 모습들이 보이기도 했다.
그란 투리스모 4에서 새롭게 된 것은 레이싱선수가 아닌 레이싱 감독이 되어서 선수를 직접 지휘하고 명령을 내리는 일명 B-spec이 생겼다. 사용자들은 이것을 이용하여 장시간 미션들을 B-spec으로 하여 보다 쉽게 미션을 클리어 하는 장면들이 생겼다. 국산차들은 현대 투스카니, 현대 투스카니 오픈카,현대 클릭(클릭 원메이크 레이싱인 스피드페스티벌 차량) 베르나 랠리카, 프로토모터스 스피라(그때 스피라 회사가 프로토모터스였다. 지금은 어울림모터스 이다)등등 많은 차들이 나왔다. 또 특이한 점은 메이커 차들만이 아니라 그 차들을 튜닝하는 전문 튜닝업체의 차들도 나왔다. 토요타TRD셀리카, 스푼 s2000, HKS 실비아, Britz ER34, Mine's skyline등등 많은 튜닝메이커의 튜닝카들이 나왔으며, 그중에는 튜닝사와 그란 투리스모 4 개발진들이 협력하여 만든 튜닝카도 있어서 사용자들을 더욱 더 놀라게 하였다.
그란 투리스모 4에서는 트랙들도 많이 있었는데 그중 한국 숭례문도 있었다. 새롭게 나온 튜닝모드는 그 자동차의 회사에서 튜닝하는 것과 그 차들을 전문적으로 튜닝을 하는 전문 튜닝업체에서 하는 튜닝모드가 있는데 차이는 없다. GT Auto Care라는 곳에서는 스포일러, 새차, 휠, 타이어를 바꿔준다. 휠과 타이어는 실제 회사들이다.(BBS, Yokohama...)

## 그란 투리스모 4 프롤로그
그란 투리스모 4 프롤로그는 2003년 12월 4일에 발매되었다. 이 타이틀은 그란 투리스모4가 예상보다 늦게 나오면서 미리 맛보기 판으로 판매한 것이다. 그란 투리스모 4 프롤로그는 그란투리스모 시리즈 입문자에게 최상의 타이틀이라 해도 과언이 아니다. 왜냐하면 이 타이틀은 레이싱에 목적을 둔 것이 아니라, 입문자에게 최적화된 드라이빙 스쿨을 제공하기 때문이다. 드라이빙 스쿨은 단계별로 나뉘어 있으며, 높은 등급으로 완료를 하면 숨겨진 자동차가 나온다. 또한 레슨을 들을 때 여자 목소리가 나오며(한글판도 해당. 한글목소리) 기본 4단계를 모두 완료하면 숨겨진 5번째 단계가 나온다. 이 5번째 단계는 레이싱에서 1등하기에 더 쉽게 하기 위해 필요한 스킬들을 알려준다.
그란 투리스모 4 프롤로그가 판매할 때 플레이스테이션2 화이트 모델이 나오기도 했다.

## 평가
| 통합 점수          | 통합 점수 |
| 통합사             | 점수      |
| ------------------ | --------- |
| 메타크리틱         | 89/100    |
| 평론 점수          |           |
| 평론사             | 점수      |
| 에지               | 7/10      |
| 유로게이머         | 8/10      |
| 패미츠             | 39/40     |
| 게임 인포머        | 9.25/10   |
| 게임 레볼루션      | B+        |
| 게임프로           | [ 8 ]     |
| 게임스팟           | 8.9/10    |
| 게임스파이         | [ 10 ]    |
| 게임존             | 9.7/10    |
| IGN                | 9.5/10    |
| OPM (US)           | [ 13 ]    |
| Detroit Free Press | [ 14 ]    |
| Maxim              | 10/10     |

| 수상                | 수상                     |
| 평론사              | 수상                     |
| ------------------- | ------------------------ |
| Game Critics Awards | Best Racing Game of 2003 |